# سان لوكا
هي مدينة تقع في مقاطعة ريدجو كالابريا في إيطاليا .

## توأمة
لسان لوكا اتفاقيات توأمة مع كل من:
- كاشا
- سان جيورجي مورغيتو